# Râul Ciobanu
Râul Ciobanu este un curs de apă, afluent al râului Slătioara. 

## Hărți
- Harta județului Suceava